# Coupe d'Angleterre de football 1903-1904
Navigation
Coupe d'Angleterre 1902-1903 Coupe d'Angleterre 1904-1905
La Coupe d'Angleterre de football 1903-1904 est la 33e édition de la FA Cup, la plus ancienne compétition de football, la Football Association Challenge Cup (généralement connue sous le nom de FA Cup). Manchester City remporte la compétition pour la première fois de son histoire, en battant Bolton Wanderers 1 à 0 lors de la finale à Crystal Palace, grâce à un but de Billy Meredith.
Les matchs sont joués dans le stade de l'équipe nommée en premier sur la date indiquée pour chaque tour, les matchs se tenant tous un samedi. Si les scores sont nuls à l'issue des 90 minutes, un replay a lieu au stade de la deuxième équipe nommée, et ce, la même semaine. Si le match rejoué se solde une nouvelle fois par un match nul, un autre replay est joué et ainsi de suite, jusqu'à ce qu'une équipe soit déclarée vainqueur. Si le score est nul à l'issue des 90 minutes d'un match rejoué, une période de 30 minutes de temps supplémentaire est jouée.

## Calendrier
Le format de la FA Cup pour cette saison est constitué de deux tours préliminaires, cinq tours de qualification suivis de quatre autres tours précédant les demi-finales et la finale.
| Tour                            | Date                     |
| ------------------------------- | ------------------------ |
| Extra tour préliminaire         | Samedi 12 septembre 1903 |
| Tour préliminaire               | Samedi 19 septembre 1903 |
| Premier tour de qualification   | Samedi 4 octobre 1903    |
| Deuxième tour de qualification  | Samedi 17 octobre 1903   |
| Troisième tour de qualification | Samedi 31 octobre 1903   |
| Quatrième tour de qualification | Samedi 14 novembre 1903  |
| Cinquième tour de qualification | Samedi 28 novembre 1903  |
| Tour intermédiaire              | Samedi 12 décembre 1903  |
| Premier tour                    | Samedi 6 février 1904    |
| Deuxième tour                   | Samedi 20 février 1904   |
| Troisième tour                  | Samedi 5 mars 1904       |
| Demi-finales                    | Samedi 19 mars 1904      |
| Finale                          | Samedi 23 avril 1904     |

## Tour intermédiaire
Le tour intermédiaire oppose les dix vainqueurs du cinquième tour aux équipes de Manchester United, Brystol City, Preston North End, Woolwich Arsenal, Barnsley et Grimsby Town (équipes de Second Division) directement qualifiés pour ce tour-ci de la compétition comme les équipes de non-league Reading, Bristol Rovers et New Brompton.
Les autres équipes de Second Division devaient se qualifier pour ce tour intermédiaire en passant l'intégralité des tours qualificatifs. Burton United et Bradford City ont fait leurs débuts dès le premier tour de qualification, Bradford étant éliminé dès le quatrième tour qualificatif. Glossop intègre la compétition lors du deuxième tour qualificatif mais de fait éliminer facilement par ses adversaires, Heywood. Les autres clubs, Blackpool, Burnley, Burslem Port Vale, Chesterfield, Gainsborough Trinité, Leicester Fosse, Lincoln City et Stockport County entrent dans la compétition au troisième tour de qualification mais seules Gainsborough et Burslem Port Vale atteignent le tour intermédiaire.
Les dix matchs se jouent le 12 décembre 1903. Quatre rencontrent donne lieu à un replay, dont deux à un deuxième replay, l'une d'elles opposant Manchester United à Small Heath, qui s'est finalement terminée à la suite d'un troisième replay.
| N° match | Domicile          | Score | Extérieur            | Date             |
| -------- | ----------------- | ----- | -------------------- | ---------------- |
| 1        | Preston North End | 2–1   | Darwen               | 12 décembre 1903 |
| 2        | Reading           | 1–0   | Gainsborough Trinity | 12 décembre 1903 |
| 3        | Grimsby Town      | 2–0   | Barnsley             | 12 décembre 1903 |
| 4        | Burslem Port Vale | 3–0   | Burton United        | 12 décembre 1903 |
| 5        | Stockton          | 2–1   | Shrewsbury Town      | 12 décembre 1903 |
| 6        | New Brompton      | 1–1   | Bristol City         | 12 décembre 1903 |
| Replay   | Bristol City      | 5–2   | New Brompton         | 16 décembre 1903 |
| 7        | Brentford         | 1–1   | Plymouth Argyle      | 12 décembre 1903 |
| Replay   | Plymouth Argyle   | 4–1   | Brentford            | 16 décembre 1903 |
| 8        | Bristol Rovers    | 1–1   | Woolwich Arsenal     | 12 décembre 1903 |
| Replay   | Woolwich Arsenal  | 1–1   | Bristol Rovers       | 16 décembre 1903 |
| Replay   | Bristol Rovers    | 0–1   | Woolwich Arsenal     | 21 décembre 1903 |
| 9        | West Ham United   | 0–1   | Fulham               | 12 décembre 1903 |
| 10       | Manchester United | 1–1   | Small Heath          | 12 décembre 1903 |
| Replay   | Small Heath       | 1–1   | Manchester United    | 16 décembre 1903 |
| Replay   | Small Heath       | 1–1   | Manchester United    | 21 décembre 1903 |
| Replay   | Manchester United | 3–1   | Small Heath          | 11 janvier 1904  |

## Premier tour
Le premier tour donne lieu à 16 oppositions entre 32 équipes. 17 des 18 équipes de First Division ont reçu une exemption pour le tour précédant et accède à ce premier tour, directement comme les Bolton Wanderers de Second Division, et les équipes hors ligue de Southampton, Portsmouth, Millwall Athlétique et Tottenham Hotspur. Ils rejoignent donc les dix équipes ayant passé le tour intermédiaire.
Les matchs sont joués le samedi 6 février 1904. Quatre matches se terminent sur un nul, les replays se jouant la semaine suivante.
| N° match | Domicile             | Score | Extérieur               | Date            |
| -------- | -------------------- | ----- | ----------------------- | --------------- |
| 1        | Bristol City         | 1–3   | Sheffield United        | 6 février 1904  |
| 2        | Bury                 | 2–1   | Newcastle United        | 6 février 1904  |
| 3        | Preston North End    | 1–0   | Grimsby Town            | 6 février 1904  |
| 4        | Southampton          | 3–0   | Burslem Port Vale       | 6 février 1904  |
| 5        | Stoke                | 2–3   | Aston Villa             | 6 février 1904  |
| 6        | Reading              | 1–1   | Bolton Wanderers        | 6 février 1904  |
| Replay   | Bolton Wanderers     | 3–2   | Reading                 | 10 février 1904 |
| 7        | Notts County         | 3–3   | Manchester United       | 6 février 1904  |
| Replay   | Manchester United    | 2–1   | Notts County            | 10 février 1904 |
| 8        | Blackburn Rovers     | 3–1   | Liverpool               | 6 février 1904  |
| 9        | West Bromwich Albion | 1–1   | Nottingham Forest       | 6 février 1904  |
| Replay   | Nottingham Forest    | 3–1   | West Bromwich Albion    | 13 février 1904 |
| 10       | Everton              | 1–2   | Tottenham Hotspur       | 6 février 1904  |
| 11       | Stockton             | 1–4   | Wolverhampton Wanderers | 6 février 1904  |
| 12       | Woolwich Arsenal     | 1–0   | Fulham                  | 6 février 1904  |
| 13       | Manchester City      | 3–2   | Sunderland              | 6 février 1904  |
| 14       | Portsmouth           | 2–5   | Derby County            | 6 février 1904  |
| 15       | Plymouth Argyle      | 2–2   | The Wednesday           | 6 février 1904  |
| Replay   | The Wednesday        | 2–0   | Plymouth Argyle         | 10 février 1904 |
| 16       | Millwall Athletic    | 0–2   | Middlesbrough           | 6 février 1904  |

## Deuxième tour
Les huit matchs du deuxième tour de cette 33e édition de la FA Cup sont initialement programmés le samedi 20 février 1904. Il n'y a qu'une seule rencontre rejouée, entre Derby County et Wolverhampton Wanderers. Le replay a lieu la semaine suivante et donne lieu à un second replay la semaine d'après. 
| N° match | Domicile                | Score | Extérieur               | Date            |
| -------- | ----------------------- | ----- | ----------------------- | --------------- |
| 1        | Bury                    | 1–2   | Sheffield United        | 20 février 1904 |
| 2        | Preston North End       | 0–3   | Middlesbrough           | 20 février 1904 |
| 3        | Blackburn Rovers        | 3–1   | Nottingham Forest       | 20 février 1904 |
| 4        | Aston Villa             | 0–1   | Tottenham Hotspur       | 25 février 1904 |
| 5        | The Wednesday           | 6–0   | Manchester United       | 20 février 1904 |
| 6        | Bolton Wanderers        | 4–1   | Southampton             | 20 février 1904 |
| 7        | Derby County            | 2–2   | Wolverhampton Wanderers | 20 février 1904 |
| Replay   | Wolverhampton Wanderers | 2–2   | Derby County            | 24 février 1904 |
| Replay   | Derby County            | 1–0   | Wolverhampton Wanderers | 29 février 1904 |
| 8        | Woolwich Arsenal        | 0–2   | Manchester City         | 20 février 1904 |

## Troisième tour
Les quatre matchs du troisième tour sont programmés le samedi 5 mars 1904. Deux matches se soldent par un nul et sont rejoués la semaine suivante.
| N° match | Domicile          | Score | Extérieur         | Date        |
| -------- | ----------------- | ----- | ----------------- | ----------- |
| 1        | Derby County      | 2–1   | Blackburn Rovers  | 5 mars 1904 |
| 2        | Sheffield United  | 0–2   | Bolton Wanderers  | 5 mars 1904 |
| 3        | Tottenham Hotspur | 1–1   | The Wednesday     | 5 mars 1904 |
| Replay   | The Wednesday     | 2–0   | Tottenham Hotspur | 9 mars 1904 |
| 4        | Manchester City   | 0–0   | Middlesbrough     | 5 mars 1904 |
| Replay   | Middlesbrough     | 1–3   | Manchester City   | 9 mars 1904 |

## Demi-finales
Les demi-finales se jouent le samedi 19 mars 1904.
| 19 mars 1904 | Bolton Wanderers | 1 – 0 | Derby County | Molineux, Wolverhampton |
| 15h00        |                  |       |              |                         |

| 19 mars 1904 | Manchester City FC | 3 – 0 | The Wednesday | Goodison Park, Liverpool |
| 15h00        |                    |       |               |                          |

## Finale
La finale de cette 33e édition de la FA Cup a eu lieu à Crystal Palace , le samedi 23 avril 1904. La 32e édition de la FA Cup final a été attaqué entre Manchester City et Bolton Wanderers. Manchester City a gagné 1-0. Le but a été marqué par Billy Meredith.

### Détails du match
| Manchester City |

| Bolton Wanderers |

| Manchester City |

| Bolton Wanderers |